# 上杉憲政
上杉 憲政（うえすぎ のりまさ）は、戦国時代から安土桃山時代にかけての上野国の大名。室町幕府の関東管領（1531年-1561年）。山内上杉家15代当主。北条氏康に敗北した後、長尾家の長尾景虎（のちの上杉謙信）を養子とし、上杉家の家督と関東管領職を譲った。謙信の死後、上杉家の家督相続をめぐり争われた御館の乱で戦死した。
※憲当（読み同じ、旧字体：憲當）、光徹とも名乗っているが、よく知られた憲政の名で統一する。

## 生涯

### 家督相続
大永3年（1523年）、上杉憲房の子として生まれる。大永5年（1525年）に父が死去したとき、まだ3歳という幼少であるため、父の養子である上杉憲寛（古河公方・足利高基の子、初名：足利晴直）が家督を継いで当主となった。家臣の古幡良家（畑将監）の娘を養女とする。
享禄4年（1531年）、関東享禄の内乱の結果、先代実子の憲政を擁立する成田氏・安中氏・藤田氏・小幡氏などの勢力が、対立していた憲寛方の長野氏らに勝利し、憲政が山内上杉家の家督を継いで関東管領となった。同年中、古河公方家内部対立も決着がついた。

### 北条・武田との戦い
天文10年（1541年）、信濃国の村上義清・諏訪頼重、甲斐国の武田信虎らは上野国と隣接する信濃小県郡へ侵攻し、5月23日の海野平の戦いで海野棟綱を破ると棟綱は上野へ逃れ、憲政に救援を求める。同年7月4日に憲政は救援のため信濃佐久郡への出兵を行うと、諏訪郡の諏訪頼重は盟約関係にある武田氏・村上氏らに無断で憲政と和睦し、所領を分割する。
このころ伊豆国・相模国の後北条氏が武蔵国へ進出し、憲政の軍をたびたび破った。後北条氏の勢力拡大を危惧する憲政は天文14年（1545年）に仇敵扇谷上杉家の上杉朝定と結び、後北条氏に接近していた古河公方・足利晴氏を上杉方に引き込み、駿河国の今川義元とも和睦した。そして古河公方・関東管領の威光により周辺武士を糾合し、義元の挙兵で北条氏康が駿河へ出陣した隙に、晴氏・朝定と共に北条綱成が守る河越城（かつての扇谷家の城。）を大軍で包囲した。しかし翌天文15年（1546年）4月、今川氏との戦いを収めた氏康との決戦で大敗を喫し（河越城の戦い）、3,000人余の将兵を失って居城である上野平井城に逃れた（この時、本陣を命がけで守り、逃走を手助けしたのは本間近江守と本庄氏一族の本庄藤三郎と本庄実忠とされる。）。
その後は「憲当」と改名して勢力の立て直しを図ったが、天文16年（1547年）に村上氏との連携により信濃志賀城救援に出兵した際に、佐久郡小田井原における小田井原の戦いで武田晴信（信玄）に大敗を喫した。また、このころに古河公方の後継者として足利藤氏を支持する一方、越後の長尾晴景にも協力を求めており、永正の乱以来断絶していた山内上杉家と長尾氏の関係を修復していることが分かる。
武蔵では自立的な忍城の成田氏に続き、代々の山内上杉家家臣も離反していく。北多摩・入間を領した勝沼城の三田氏が後北条氏に帰順し、秩父・児玉・大里の雄たる藤田氏や南多摩の大石氏が後北条氏から養子を迎え降伏して、憲政は次第に上野に押し込められていった。その上野でも伊勢崎の那波氏と国峰城の小幡氏、館林の赤井氏が氏康方についてしまう。特に那波氏は後北条氏の最前線として活発に行動し、周辺の上杉勢（足利長尾氏・横瀬氏・桐生氏・厩橋長野氏・大胡氏）と衝突している。

### 平井落城と越後入り
天文21年（1552年）、武蔵の最前線たる御嶽城（足利長尾氏寄子・安保氏の城。）が落城して平井城が北条軍の脅威にさらされると、箕輪長野氏・安中氏など西上野の河西の衆が那波氏に通じ後北条氏に服属、続いて憲政の馬廻衆も離反した。これにより平井城から憲政は退去せざるを得なくなり、同年3月に落城した。憲政は山内上杉家家宰・足利長尾氏や東上野の雄・横瀬氏を頼ろうとするが、既に後北条氏により足利長尾氏は平井周辺と武蔵国内の多くの領地を奪われ本領足利へ退き、また横瀬氏は東西から親北条の那波氏・赤井氏の攻撃を受けており、憲政は足利長尾・横瀬両氏の居城へ入れず、利根吾妻の上野北部へと向かい、そのまま越後国の長尾景虎（上杉謙信）の許に逃れていった。
なお『関東古戦録』によれば、平井落城の際に平井城に留まった嫡男・龍若丸が憲政により置き去りにされ、厩橋にあった家臣に預けられたが、その家臣が後北条氏へと裏切ってしまい、龍若丸は北条氏康に捕らえられ処刑されたという。一方で、同時代史料の「仁王経科注見聞私 奥書」によると、御嶽城落城の際に若君（龍若丸と推定）が捕縛され氏康に殺害されたと風説が流れたという。
憲政の越後入りの時期については異説が示されている。通説では平井落城後にすぐに越後へ向かったとされるが、『上杉家文書』には弘治3年（1557年）、『上杉家御年譜』には永禄元年（1558年）に憲政が越後入りしたと伝えており、このうち永禄元年説が有力とされる。平井落城で上野南部は後北条氏の領国と化したが、越後国に入る前は上野中部・北部にあって後北条氏に対抗していたとされる。
しかし東上野は古河公方の影響が強かったため、古河公方が足利義氏擁立で後北条氏の傀儡と化すると、その命令に屈する形で天文23年（1554年）に横瀬氏と桐生氏が、弘治2年（1556年）に最も抵抗の激しい足利長尾氏も後北条氏に降伏することになった。そして永禄元年には吾妻の岩下城（岩櫃城）主の上野斉藤氏が北条に降伏し、正確な年は不明だが厩橋長野氏や沼田氏も北条に従属しており、上野国内の親上杉勢力が壊滅したため、越後長尾氏を頼ることになったと指摘される。また武蔵方面でも親山内家であった同族の深谷上杉家当主・上杉憲盛などが降伏している。
憲政の越後入りは前古河公方・足利晴氏と重臣の簗田晴助が仲介したといい、憲政は白井長尾氏・総社長尾氏・安中氏など上野国人を率いたものであった。なお白井長尾氏・総社長尾氏などはすぐ上野へ帰国し北条勢に備えたとみられるが、永禄3年（1560年）までには抗しきれず後北条氏に服属している。

### 関東管領職の譲渡
越後に入った憲政は長尾景虎（のちの上杉謙信）を養子とする。『上杉家文書』では弘治3年（1557年）というが、史料が複数の時期に渡って書き足されたもののため、時期には異論もある。
永禄3年（1560年）には、旧臣の足利長尾氏と安房国の里見義堯の要請もあって、憲政は景虎に奉じられて関東へ進攻した。後北条氏から北条康元が入っていた沼田城をまず落とし沼田氏を復権させると、これを見た白井長尾氏・総社長尾氏・箕輪長野氏はすぐさま上杉軍に呼応し参陣したとみられる。一方で北条方として活躍した那波氏・赤井氏は応じず、のち謙信に滅ぼされている。さらに北条の支配を受け入れていた厩橋長野氏・上野斎藤氏は抗戦した上で服属した。
翌年の小田原城攻撃までに長尾景虎は、関東諸国の諸将を糾合して大軍を編成するが、この時に景虎の傘下に集まった諸将を記した『関東幕注文』という史料がある。ただし、景虎をあくまで「憲政の名代」とする史料があるため、幕注文に記された諸将は関東管領である上杉憲政の名の下に参集・連合した可能性も指摘されている。またこの中には宇都宮氏・小山氏・古河公方勢などの反北条の諸勢力の他に、藤田氏・三田氏などの一旦北条に服属した国人も多い。ただ前述の様に上野国内で北条方として反攻したのちに服属した武将もあることから、実際には『関東幕注文』に記された諸勢力と同等の国人勢力が北条についていた可能性も指摘される。北条軍との戦いは北条氏康が小田原城へと籠城したため長期戦となった。
永禄4年（1561年）3月、鎌倉鶴岡八幡宮において長尾景虎（のちの上杉謙信）に関東管領職を譲渡した。このとき、景虎に｢上杉｣の氏と自身の偏諱(憲政の｢政｣)を下賜して上杉政虎と名乗らせ、山内上杉家の家督の正式な後継者とすると共に、同家系図、伝来の重宝を譲渡した（一説には永禄2年（1559年）。もしくは養子にした時点で管領職を譲っていたともされている。）。
その後は隠居して剃髪し、光徹と号した。以後は謙信が関東経営に携わり、憲政の関与は史料上に見えなくなっている。

### 最期

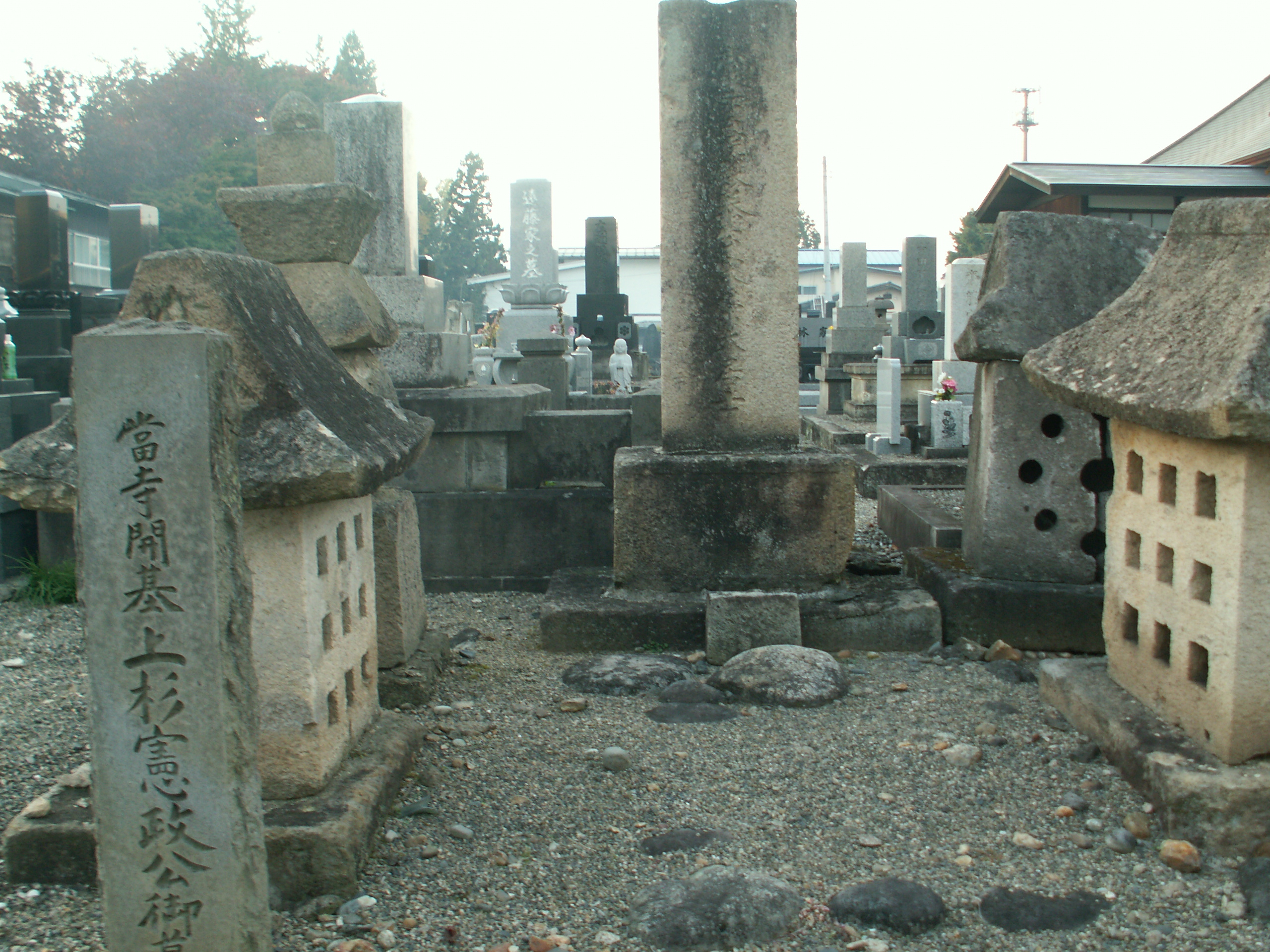
照陽寺境内にある、上杉憲政の墓

天正6年（1578年）に謙信が死去すると、養子の上杉景虎と景勝との間で家督をめぐる争い（御館の乱）が勃発する。旧山内上杉家臣に後北条氏との関係を重視する意見もあって、憲政は景虎を支持したとされる。一方、当時越後に亡命していた山内旧臣の大部分（大石綱元、倉賀野尚行ら）は景勝方についていることが確認されているため、実際は不明である。
当初は拮抗していた争いも、越後の国人勢力や武田勝頼に支持された景勝が有利になり、景虎は憲政の居館である御館に立て籠もり抵抗を続けるも窮地に立たされる。天正7年（1579年）、憲政は景虎の嫡男・道満丸と共に和睦の交渉のため、春日山城の景勝の許に向かったが、2人は景勝方の武士によって陣所で討たれた。享年57。一説には四ツ屋付近で包囲され、自刃したとも云われる。
墓は景勝が転封された米沢の照陽寺にある。

## 人物・逸話
- 『甲陽軍鑑』では、大勢力を率いながらも家を滅ぼしてしまったと評価される。また北条氏康と何度も戦い一度も勝てなかったが、これは北条を軽輩と見下して、配下に任せて自身は出陣しなかったためだと批判されている。
- 天文11年（1542年）に常陸国鹿島神宮に納めた願文には北条氏討滅を誓う文言が記されている。
- 天文20年（1551年）3月には氏康の上野侵攻に遭い平井城が落ち、憲政は関東を放棄し領国から常陸の佐竹氏の許に向い佐竹義昭に関東管領職と上杉氏の家名を継承してもらう代わりに保護を求めたが、これを拒否されたという（『佐竹氏物語』）。しかしこれは佐竹氏側の所伝しか見えず、また平井落城年が研究結果による年代[注釈 6]と矛盾している。なお類似の話として、上杉氏側の史料の研究によって、その100年近く前の関東管領である上杉憲実が佐竹義人[注釈 7]の子・実定を養子に迎えて関東管領職と上杉氏の家名を継承させようとして家中の反対を受けたことは確認されている[14]。

## 偏諱を受けた人物
憲政時代
- 上杉政虎（養嗣子、初め長尾景虎、のちの上杉謙信）
- 長尾憲景（家臣、白井長尾家）

憲当（憲當）時代（天文15年4月-7月）
- 長尾当長（當長）（家臣（関東管領家家宰））- のち北条氏に降るが、長尾景虎が関東に進出すると、これを支援して1字を受け景長に改名。以後上杉・北条両氏の折衝役となる。

## 系譜
天児屋命（春日大社氏神）－天押雲根命－天種子命－宇佐津臣命－大御気津臣命－伊香津臣命－梨津臣命－神聞勝命－久志宇賀主命－国摩大鹿島命－臣狭山命－中臣 雷大臣命－大小橋命－阿麻毘舎卿連－音穂臣命－阿毘古連－真人連－賀麻大夫－黒田連－常盤連－可多能祜連－御食子－藤原（中臣）鎌足－藤原不比等－房前（北家）－真楯－内麻呂－冬嗣－良門－勧修寺高藤－定方－朝頼－為輔－説孝－頼明－憲輔－盛実－顕憲－盛憲－清房
－上杉(藤原)重房－頼重－憲房－憲顕（初代関東管領）－憲方－憲定－憲基－憲実－憲忠－房顕－顕定－憲房－憲政

## 子孫
越後に亡命後、3人の子をもうけたといわれている。『寛政重修諸家譜』には龍若丸（たつわかまる）と憲藤（のりふじ）の2人がみえ、憲藤は父・憲政の越後入りに従ったが、御館の乱で討死したとされる。また『戦国大名系譜人名事典 東国編』には龍若丸以外には憲重（のりしげ）がみえ、越後で出家して三宝寺と称したが御館の乱で討死したとする。また憲重の子・憲国が倉本氏と称したという。『上野人物志』では龍若丸の次弟に十郎憲景（のりかげ）があったといい、御館の乱で討死したがその子・家房（いえふさ）が生存して子孫が続いたとある。
養女の妙耕院（古幡良家の娘）は深谷上杉氏家臣で深谷四天王と呼ばれた秋元景朝の室となり、秋元長朝を産む。長朝は小田原北条氏のち徳川家康に仕え立身し、江戸幕府成立後に秋元氏は大名となった。